# 魏曼多
魏襄子（？—？），本名魏曼多，又名魏侈，是战国时期晋国大夫，魏氏领袖。魏襄子和范昭子（范吉射）都很讨厌对方。前497年，范昭子與中行寅（中行文子），不服趙鞅（趙簡子）殺死邯鄲大夫趙午，攻打趙氏。趙鞅遂聯合魏侈、知躒（知文子）、韓不信（韓簡子），反擊范氏、中行氏。士吉射與中行寅失敗，逃至朝歌。
他的儿子魏桓子同韩康子奉知伯瑶之命去征討赵襄子，但卻倒戈，與趙氏同盟攻殺了知伯瑶，史稱三家滅知，瓜分了知伯领地，成為三家分晉的序曲。